# Злыднев, Алексей Николаевич
Алексе́й Никола́евич Злы́днев (род. 23 мая 1980, Смоленск) — российский футболист, полузащитник (ранее — нападающий).

## Карьера
Воспитанник СДЮШОР «Спартак» Москва.
Дебютировал в основном составе «Спартака» домашнем матче 1/8 Кубка России против «Кубани» 21 марта 1998 года: на 81-й минуте 17-летний Злыднев вышел на поле вместо Егора Титова. В чемпионате России впервые появился на поле 17 апреля 1999 года в матче «Спартак» — «Шинник», заменив Василия Баранова.
В 2001 году перешёл в «Ростсельмаш». В 2003 году выступал за резервный состав элистинского «Уралана». Участвовал в двух матчах Кубка Премьер-лиги.
В 2004 году присоединился к клубу «Орёл», стал капитаном команды и лучшим игроком 2005 года.
В 2006 году перешёл в «Терек», но за основную команду не играл. В 2007 и 2008 годах на профессиональном уровне не выступал. В 2009 году играл за клуб «Ставрополье-2009».

## Достижения
- Обладатель Кубка России (1): 1997/98